# Ed Sampson
Edward Horace "Ed" Sampson, född 23 december 1921 i Fort Frances i Ontario, död 26 augusti 1974 i Koochiching County i Minnesota, var en amerikansk ishockeyspelare.
Sampson blev olympisk silvermedaljör i ishockey vid vinterspelen 1956 i Cortina d'Ampezzo.